# Eleições legislativas portuguesas de 1985 no distrito de Castelo Branco
| Eleições legislativas portuguesas de 1985 Distritos: Aveiro \| Beja \| Braga \| Bragança \| Castelo Branco \| Coimbra \| Évora \| Faro \| Guarda \| Leiria \| Lisboa \| Portalegre \| Porto \| Santarém \| Setúbal \| Viana do Castelo \| Vila Real \| Viseu \| Açores \| Madeira \| Estrangeiro |

## Resultados por Concelho
Os resultados nos concelhos do Distrito de Castelo Branco foram os seguintes:

### Belmonte
| Partido                 | Partido                       | Votos | %               | +/-   |
| ----------------------- | ----------------------------- | ----- | --------------- | ----- |
|                         | Partido Socialista            | 1 008 | 25,39 / 100,00  | 18,74 |
|                         | Partido Social Democrata      | 1 001 | 25,21 / 100,00  | 2,88  |
|                         | Partido Renovador Democrático | 829   | 20,88 / 100,00  | Novo  |
|                         | Aliança Povo Unido            | 394   | 9,92 / 100,00   | 1,76  |
|                         | Centro Democrático e Social   | 351   | 8,84 / 100,00   | 3,68  |
|                         | Partido da Democracia Cristã  | 44    | 1,11 / 100,00   | 0,07  |
|                         | Outros                        | 129   | 3,24 / 100,00   |       |
| Votos Inválidos         | Votos Inválidos               | 214   | 5,39 / 100,00   | 0,22  |
| Total                   | Total                         | 3 970 | 100,00 / 100,00 |       |
| Eleitorado/Participação | Eleitorado/Participação       | 5 902 | 67,27 / 100,00  | 4,52  |

### Castelo Branco
| Partido                 | Partido                       | Votos  | %               | +/-   |
| ----------------------- | ----------------------------- | ------ | --------------- | ----- |
|                         | Partido Renovador Democrático | 11 386 | 32,61 / 100,00  | Novo  |
|                         | Partido Social Democrata      | 10 931 | 31,31 / 100,00  | 1,18  |
|                         | Partido Socialista            | 5 686  | 16,28 / 100,00  | 33,14 |
|                         | Aliança Povo Unido            | 2 574  | 7,37 / 100,00   | 3,16  |
|                         | Centro Democrático e Social   | 2 386  | 6,83 / 100,00   | 3,75  |
|                         | Outros                        | 991    | 2,84 / 100,00   |       |
| Votos Inválidos         | Votos Inválidos               | 962    | 2,75 / 100,00   | 0,49  |
| Total                   | Total                         | 34 916 | 100,00 / 100,00 |       |
| Eleitorado/Participação | Eleitorado/Participação       | 44 933 | 77,71 / 100,00  | 0,61  |

### Covilhã
| Partido                 | Partido                       | Votos  | %               | +/-   |
| ----------------------- | ----------------------------- | ------ | --------------- | ----- |
|                         | Partido Renovador Democrático | 9 196  | 25,58 / 100,00  | Novo  |
|                         | Partido Socialista            | 7 103  | 19,76 / 100,00  | 20,16 |
|                         | Partido Social Democrata      | 6 681  | 18,59 / 100,00  | 1,57  |
|                         | Aliança Povo Unido            | 6 426  | 17,88 / 100,00  | 3,88  |
|                         | Centro Democrático e Social   | 3 858  | 10,73 / 100,00  | 2,77  |
|                         | União Democrática Popular     | 534    | 1,49 / 100,00   | 0,55  |
|                         | Outros                        | 1 010  | 2,80 / 100,00   |       |
| Votos Inválidos         | Votos Inválidos               | 1 138  | 3,16 / 100,00   | 0,55  |
| Total                   | Total                         | 35 946 | 100,00 / 100,00 |       |
| Eleitorado/Participação | Eleitorado/Participação       | 47 262 | 76,06 / 100,00  | 2,71  |

### Fundão
| Partido                 | Partido                       | Votos  | %               | +/-   |
| ----------------------- | ----------------------------- | ------ | --------------- | ----- |
|                         | Partido Renovador Democrático | 5 065  | 26,40 / 100,00  | Novo  |
|                         | Partido Social Democrata      | 4 912  | 25,60 / 100,00  | 3,24  |
|                         | Partido Socialista            | 3 892  | 20,29 / 100,00  | 22,87 |
|                         | Centro Democrático e Social   | 2 153  | 11,22 / 100,00  | 4,15  |
|                         | Aliança Povo Unido            | 1 489  | 7,76 / 100,00   | 1,52  |
|                         | Partido da Democracia Cristã  | 249    | 1,30 / 100,00   | 0,01  |
|                         | Outros                        | 623    | 3,19 / 100,00   |       |
| Votos Inválidos         | Votos Inválidos               | 802    | 4,18 / 100,00   | 0,70  |
| Total                   | Total                         | 19 185 | 100,00 / 100,00 |       |
| Eleitorado/Participação | Eleitorado/Participação       | 27 168 | 70,62 / 100,00  | 3,99  |

### Idanha-a-Nova
| Partido                 | Partido                       | Votos  | %               | +/-   |
| ----------------------- | ----------------------------- | ------ | --------------- | ----- |
|                         | Partido Renovador Democrático | 2 937  | 29,67 / 100,00  | Novo  |
|                         | Partido Socialista            | 2 468  | 24,93 / 100,00  | 23,96 |
|                         | Partido Social Democrata      | 2 384  | 24,09 / 100,00  | 2,59  |
|                         | Aliança Povo Unido            | 684    | 6,91 / 100,00   | 1,36  |
|                         | Centro Democrático e Social   | 553    | 5,59 / 100,00   | 4,45  |
|                         | União Democrática Popular     | 102    | 1,03 / 100,00   | 0,27  |
|                         | Partido da Democracia Cristã  | 100    | 1,01 / 100,00   | 0,22  |
|                         | Outros                        | 237    | 2,39 / 100,00   |       |
| Votos Inválidos         | Votos Inválidos               | 433    | 4,38 / 100,00   | 1,30  |
| Total                   | Total                         | 9 898  | 100,00 / 100,00 |       |
| Eleitorado/Participação | Eleitorado/Participação       | 14 397 | 68,75 / 100,00  | 1,90  |

### Oleiros
| Partido                 | Partido                       | Votos | %               | +/-  |
| ----------------------- | ----------------------------- | ----- | --------------- | ---- |
|                         | Partido Social Democrata      | 3 587 | 62,66 / 100,00  | 0,90 |
|                         | Partido Socialista            | 655   | 11,44 / 100,00  | 4,30 |
|                         | Centro Democrático e Social   | 547   | 9,55 / 100,00   | 4,63 |
|                         | Partido Renovador Democrático | 527   | 9,21 / 100,00   | Novo |
|                         | Aliança Povo Unido            | 77    | 1,34 / 100,00   | 0,41 |
|                         | Partido da Democracia Cristã  | 58    | 1,01 / 100,00   | 0,12 |
|                         | Outros                        | 129   | 2,25 / 100,00   |      |
| Votos Inválidos         | Votos Inválidos               | 145   | 2,53 / 100,00   | 0,95 |
| Total                   | Total                         | 5 725 | 100,00 / 100,00 |      |
| Eleitorado/Participação | Eleitorado/Participação       | 8 216 | 69,68 / 100,00  | 2,99 |

### Penamacor
| Partido                 | Partido                       | Votos | %               | +/-   |
| ----------------------- | ----------------------------- | ----- | --------------- | ----- |
|                         | Partido Socialista            | 1 576 | 28,78 / 100,00  | 14,16 |
|                         | Partido Social Democrata      | 1 430 | 26,11 / 100,00  | 1,86  |
|                         | Partido Renovador Democrático | 1 160 | 21,18 / 100,00  | Novo  |
|                         | Centro Democrático e Social   | 569   | 10,39 / 100,00  | 6,51  |
|                         | Aliança Povo Unido            | 211   | 3,85 / 100,00   | 0,47  |
|                         | Partido da Democracia Cristã  | 73    | 1,33 / 100,00   | 0,58  |
|                         | União Democrática Popular     | 58    | 1,06 / 100,00   | 0,62  |
|                         | Outros                        | 117   | 2,13 / 100,00   |       |
| Votos Inválidos         | Votos Inválidos               | 282   | 5,15 / 100,00   | 0,13  |
| Total                   | Total                         | 5 476 | 100,00 / 100,00 |       |
| Eleitorado/Participação | Eleitorado/Participação       | 7 911 | 69,22 / 100,00  | 0,05  |

### Proença-a-Nova
| Partido                 | Partido                       | Votos  | %               | +/-  |
| ----------------------- | ----------------------------- | ------ | --------------- | ---- |
|                         | Partido Social Democrata      | 4 215  | 55,03 / 100,00  | 5,18 |
|                         | Partido Socialista            | 1 126  | 14,70 / 100,00  | 6,87 |
|                         | Centro Democrático e Social   | 1 011  | 13,20 / 100,00  | 7,77 |
|                         | Partido Renovador Democrático | 767    | 10,01 / 100,00  | Novo |
|                         | Aliança Povo Unido            | 127    | 1,66 / 100,00   | 0,11 |
|                         | Outros                        | 194    | 2,22 / 100,00   |      |
| Votos Inválidos         | Votos Inválidos               | 219    | 2,86 / 100,00   | 0,17 |
| Total                   | Total                         | 7 659  | 100,00 / 100,00 |      |
| Eleitorado/Participação | Eleitorado/Participação       | 10 101 | 75,82 / 100,00  | 0,92 |

### Sertã
| Partido                 | Partido                       | Votos  | %               | +/-  |
| ----------------------- | ----------------------------- | ------ | --------------- | ---- |
|                         | Partido Social Democrata      | 6 633  | 55,79 / 100,00  | 0,95 |
|                         | Partido Socialista            | 1 526  | 12,84 / 100,00  | 7,55 |
|                         | Centro Democrático e Social   | 1 269  | 10,67 / 100,00  | 2,36 |
|                         | Partido Renovador Democrático | 1 252  | 10,53 / 100,00  | Novo |
|                         | Aliança Povo Unido            | 174    | 1,46 / 100,00   | 0,78 |
|                         | Partido da Democracia Cristã  | 127    | 1,07 / 100,00   | 0,21 |
|                         | Outros                        | 294    | 2,48 / 100,00   |      |
| Votos Inválidos         | Votos Inválidos               | 614    | 5,17 / 100,00   | 0,94 |
| Total                   | Total                         | 11 889 | 100,00 / 100,00 |      |
| Eleitorado/Participação | Eleitorado/Participação       | 16 900 | 70,35 / 100,00  | 6,14 |

### Vila de Rei
| Partido                 | Partido                       | Votos | %               | +/-   |
| ----------------------- | ----------------------------- | ----- | --------------- | ----- |
|                         | Partido Social Democrata      | 1 481 | 48,02 / 100,00  | 16,22 |
|                         | Centro Democrático e Social   | 821   | 26,62 / 100,00  | 11,87 |
|                         | Partido Renovador Democrático | 321   | 10,41 / 100,00  | Novo  |
|                         | Partido Socialista            | 207   | 6,71 / 100,00   | 5,04  |
|                         | Partido da Democracia Cristã  | 58    | 1,88 / 100,00   | 0,61  |
|                         | Aliança Povo Unido            | 39    | 1,26 / 100,00   | 0,57  |
|                         | Outros                        | 60    | 1,94 / 100,00   |       |
| Votos Inválidos         | Votos Inválidos               | 97    | 3,14 / 100,00   | 1,30  |
| Total                   | Total                         | 3 084 | 100,00 / 100,00 |       |
| Eleitorado/Participação | Eleitorado/Participação       | 4 075 | 75,68 / 100,00  | 1,78  |

### Vila Velha de Ródão
| Partido                 | Partido                       | Votos | %               | +/-   |
| ----------------------- | ----------------------------- | ----- | --------------- | ----- |
|                         | Partido Renovador Democrático | 1 065 | 30,17 / 100,00  | Novo  |
|                         | Partido Socialista            | 891   | 25,24 / 100,00  | 20,94 |
|                         | Partido Social Democrata      | 855   | 24,22 / 100,00  | 1,67  |
|                         | Aliança Povo Unido            | 417   | 11,81 / 100,00  | 4,17  |
|                         | Centro Democrático e Social   | 90    | 2,55 / 100,00   | 1,94  |
|                         | Outros                        | 124   | 3,51 / 100,00   |       |
| Votos Inválidos         | Votos Inválidos               | 88    | 2,49 / 100,00   | 1,12  |
| Total                   | Total                         | 3 530 | 100,00 / 100,00 |       |
| Eleitorado/Participação | Eleitorado/Participação       | 4 674 | 75,52 / 100,00  | 0,02  |